# Bandera del Territori del Nord

Acte d'hissar la bandera del Territori del Nord el 1978.

La bandera del Territori del Nord és la bandera oficial del territori federal australià del Territori del Nord i va onejar per primer cop el primer de juliol de 1978 a la ciutat de Darwin. La bandera està formada per una franja vertical negra al costat del pal que conté els cinc estels que formen la constel·lació de la Creu del Sud en blanc, i la resta del vol de color vermell ocre que conté l'emblema floral del territori, la rosa del desert, format per set pètals blancs i un estel negre de set puntes al centre simbolitzant els set estats de la mancomunitat d'Austràlia. El disseny és de l'artista australià Robert Ingpen.
Com que el Territori del Nord mai va tenir estatus colonial ni bandera prèvia, es va decidir que es crearia un disseny original. La bandera va ser dissenyada per Robert Ingpen, un artista destacat originari de Drysdale, Victoria. Ingpen va utilitzar una sèrie de dissenys suggerits pel públic com a base per al seu disseny final.[1]

## Disseny
El disseny difereix de la resta de banderes australianes al no seguir el model del pavelló blau degut a que el Territori del Nord mai va tenir estatus colonial ni bandera prèvia, pel que es va decidir per un disseny original que més tard va seguir la bandera del Territori de la Capital Australiana el 1993. La bandera, dissenyada per l'artista australià Robert Ingpen, està formada per una franja vertical negra al costat del pal que conté els cinc estels que formen la constel·lació de la Creu del Sud en blanc, i la resta del vol de color ocre que conté l'emblema floral del territori, la rosa del desert (Gossypium sturtianum), format per set pètals blancs i un estel negre de set puntes al centre simbolitzant els set estats de la mancomunitat d'Austràlia. És l'única bandera australiana que no conté el color blau marí.
La bandera està regida per la Flag and Emblem Act 1985 que va entrar en vigor el 14 d'octubre de 2015 i que estipula les normes d'ús dels emblemes del territori.

### Colors
La Flag and Emblem Act 1985 estableix els colors en negre, blanc i vermell ocre, fixant el model Pantone per l'ocre. extrapolant-los a altres models queda de la següent forma:
| Model de color | Negre     | Blanc         | Ocre        |
| -------------- | --------- | ------------- | ----------- |
| Pantone        | Black 6 C | Blanc         | 159 C       |
| RGB            | 0, 0, 0   | 255, 255, 255 | 199, 91, 18 |
| CMYK           | 0-0-0-100 | 0-0-0-0       | 0-54-91-22  |
| RAL            | 9005      | NA            | 2009        |
| HTML           | #000000   | #FFFFFF       | #C75B12     |